# 1003 (số)
1003 (một nghìn không trăm linh ba) là một số tự nhiên ngay sau 1002 và ngay trước 1004.